# 柴田章吾
柴田 章吾（しばた しょうご、1989年4月13日 - ）は、三重県いなべ市出身の元プロ野球選手（投手）。左投左打。プロでは育成選手であった。
2014年に現役引退、読売巨人軍球団職員（ジャイアンツアカデミーコーチ）を経て、2016年に大手外資系総合コンサルティングファーム・アクセンチュア株式会社に入社。製造・流通本部に所属し、ITコンサルタントとして3年半従事。
2019年に起業、No border株式会社を設立し、代表取締役となる。自身の経験を活かし、一般企業やスポーツ企業を対象としたコンサルティング案件マッチングプラットフォームの運営や、スポーツブランディング事業（キャスティング、イベント企画）を日本・東南アジアを拠点に展開している。
2022年、「日本の野球文化をアジアへ輸出する」をコンセプトとする非営利団体、一般社団法人NB.ACADEMYを創業。ドラゴン桜の著者、三田紀房を筆頭に各有識者を理事に据え、インドネシア、フィリピン、ベトナム等アジア圏を中心に野球振興活動を行っている。
2024年には、案件マッチングプラットフォーム運営および野球振興活動のアジア展開を見据え、シンガポールに拠点を移す。同年12月に「第1回アジア甲子園大会 in インドネシア」（参加資格は18歳以下）を開催。日本で商標登録されている「甲子園」を海外で使用するため、各方面の賛同を得た上で、最終的に阪神電気鉄道から正式な名称使用の承認を受け、アジアで初めて“甲子園”の名を冠する国際的な野球大会の発起人となった。

## 略歴

### プロ入り前
愛知県名古屋市に生まれる。妹が生まれたのを機に、三重県いなべ市に引っ越す。三里小2年の時に野球を始める。鈴鹿リトルをへて四日市トップエースに移り、小6の時に投手として全国制覇。その後も順調に成長し天才投手として騒がれ海外遠征を控えた、大安中3年生の時に厚生労働省指定の難病「ベーチェット病」を発症。全国レベルの強豪10校以上が入学を勧めてきていたが体調不良を理由に話はなくなり、医師から強豪校に進んで野球をするのは無理だと告げられたが、愛工大名電に進学。愛工大名電では入院生活や長期間練習ができない時期もあったが、2年生春からベンチ入り、3年生夏に甲子園に出場。甲子園出場時には「甲子園で投げて、全国でこの病気に苦しんでいる人を勇気付けたい」と語る。明治大学では同期に野村祐輔らがおり控え投手であった。2011年8月26日に行われた読売ジャイアンツ2軍との交流戦に登板。3回を投げ走者を1人も出さない完全投球を行った。
2011年10月27日、プロ野球ドラフト会議で読売ジャイアンツから育成3位指名を受け、年俸240万円、支度金100万円(推定)。ドラフト開始から3時間、95番目の指名であった。指名を受けての会見で「同じ病気と闘う人たちに勇気や希望を与えることができれば」と語る。

### プロ入り後
2012年シーズンはイースタン・リーグでの登板もなかった。第二の2軍では、12試合に登板し、防御率14.54であった。シーズン後の契約更改では11月14日に増減なしの240万円でサインした。
2013年のシーズンはイースタン・リーグ開幕戦でイースタンリーグ初登板を果たした。最終的にイースタンリーグで27試合に登板し、1勝0敗、防御率3.56の成績であった。10月7日より宮崎県で開催された 「2013年みやざきフェニックス・リーグ」、また11月26日より台湾で開催された「アジア・ウィンター・リーグ」に投手としては読売ジャイアンツでは松本竜也と2人で参加した。ウインター・リーグでの成績は10試合(0先発)、15.0回1失点(自責1)、0勝0敗1H、防御率0.60、WHIP0.60であった。シーズン後の契約更改では、12月25日に30万円アップの270万円でサインした。
2014年は宮崎キャンプ中の2月2日に虫垂炎の手術を行った。10月1日に球団から戦力外通告を受ける

### 球団職員 - ジャイアンツアカデミーコーチ
2015年1月、読売巨人軍球団職員として第二の人生をスタート。ジャイアンツアカデミーのコーチとして子供達への野球指導を行う。また、球団職員として働きながら学生時代から興味を抱いていた就職活動を開始。学生時代の友人から情報収集をしたり企業研究や自己分析を進め、外資系総合コンサルティング企業のアクセンチュア株式会社に内定。

### 転職 - 前例のないセカンドキャリア
2016年4月、アクセンチュア株式会社へ第二新卒として入社。製造・流通本部に所属し、ITコンサルタントとして3年半従事。プロ野球選手から大手外資系コンサルティングファームへの転職を果たしたのは、彼が初めてである。
前例のない厳しい環境に身を置くことでビジネスマンとして成長し、将来的な夢の一つとしてメジャーリーグの経営に携わりたいと引退後のインタビュー記事で語っている。
2019年8月に放送された「衝撃のアノ人に会ってみた（日本テレビ）」では、難病を克服した後にプロ野球選手となり、東大・京大就活ランキング1位の外資系コンサルティング企業・アクセンチュア株式会社への異例の転身とその働きぶりについて大々的に取り上げられた。

### 起業 - フィリピン移住
2019年10月、アクセンチュア株式会社での経験を活かして起業を決意。No border株式会社を設立し、代表取締役となる。
設立当初は、日本文化を取り入れた野球アカデミー「PILIPINAS SAMURAI ACADEMY」を運営するため、アカデミー立ち上げに伴いフィリピン・マニラを拠点に生活。柴田の移住と日本式の指導メソッドを取り入れたアカデミーは口コミで広がり、すぐに100名を超える会員が入会。アカデミーレッスン、選抜メンバーによる国際大会出場（タイ・シンガポール）などがメインの活動であった。しかし、2020年3月、コロナウイルス感染拡大に伴うロックダウンが発令。現地の活動停止が余儀なくされ、日本へ拠点を戻す。

### 緊急帰国後 - 日本でのビジネス拡大
フィリピンでの活動が行えなくなったため、業務改善及びITコンサルティング事業をメインとする働き方へとシフト。物流業界や製造業、人材派遣、IT企業等を顧客として獲得し、売上拡大に注力。並行して、スポーツ事業を行う企業とも接点を持ち、事業構想策定や新規事業立ち上げ支援を行いながら、自身がスポーツビジネスを再開する際のヒントとして経験を重ねた。
収益化も早く右肩上がりではあったが、すぐに頭打ちとなる。自身の時間を切り売りして売り上げを稼ぐスキームに限界を感じ、組織作りに注力する。その後、自身の経験を活かしたWebサービスをロンチ。一般企業やスポーツ企業を対象としたコンサルティング案件マッチングプラットフォームの運営を行い、更なる収益化を実現。日本のみならず、東南アジアで働きたいコンサルタントと人材不足に悩む企業をマッチングしている。
スポーツブランディング事業（キャスティング、イベント企画）においても、日本・東南アジア双方での展開を行っている。
コロナ影響により活動をストップしていた野球事業について、2021年11月、公益社団法人日本青年会議所（JCI東京・JCI Manila）と名球会がフィリピン・マニラのスラム街で10年間実施した「スモーキーマウンテン少年野球育成プロジェクト（SMBP）」の事業移管先として選定され、事業主体となる。当プロジェクトの卒業生101名（*2023年1月時点）が、野球を通じた奨学金を獲得しているため、進学支援という位置付けとしても大きく貢献している。
2022年、非営利団体である一般社団法人NB.ACADEMYを創業。ドラゴン桜の著者、三田紀房を筆頭に様々な有識者を理事に据え、「日本の野球文化をアジアに輸出する」をコンセプトとして活動。フィリピンに次ぐ2ヵ国目に選んだのは、世界第4位の人口を誇るインドネシアである。
2023年6月、事業移管後初となる現地イベントを主催。アレックス・ラミレス選手をはじめ、計7名の元プロ野球選手を引き連れ、フィリピン・マニラのスラム街に住む270名の子供たちへ野球教室を行った。

### 海外への再チャレンジ - シンガポール移住
2024年1月、案件マッチングプラットフォーム運営および野球振興活動のアジア展開を見据え、シンガポールに拠点を移す。また、同年12月に「第1回アジア甲子園大会 in インドネシア」（参加資格は18歳以下）を開催することを発表。日本とは対照的に人口増加を続けるアジア各国の野球市場は無限の可能性を秘めており、甲子園大会が根付けば日本野球ブランドの向上にも繋がる。「日本からそう遠くないアジアに住む子供たちに、私と同じような経験と感動を味わってもらいたい」と記事内で発言している。

### アジア甲子園大会 in インドネシアの発起人
2024年12月17日から21日にかけて、柴田はインドネシア・ジャカルタにて「第1回アジア甲子園大会」を実現する。大きな課題は、日本で商標登録されている「甲子園」を海外の野球大会に使用できるかどうかだった。１年間かけて、まずは主要な野球団体である日本野球連盟、アジア野球連盟、日本野球機構（ＮＰＢ）のほか、大学・高校の各野球連盟などを訪問して大会趣旨を説明した。各団体の賛同を得た上で、最終的に阪神電気鉄道から 正式に名称利用承諾を受け、アジアで初めて“甲子園”の名を冠する国際的な野球大会 の発起人となった。
この大会は、日本の高校野球文化をアジアに広げ、次世代の野球人材の発掘と育成を目的とした挑戦的なプロジェクトであり、柴田の長年の構想と現地での継続的な活動をもとに開催へと至った。冠スポンサーには雪印メグミルクが就任 し、マイナビ、吉野家、三菱地所、ミズノ、伊藤園、西川などの有力企業が初開催にも関わらず 協賛企業 として名を連ねた。また、スポーツ庁、在インドネシア日本国大使館、インドネシア国家スポーツ委員会（KONI）などが後援に加わり、国際的にも正式な行事として認定された。
アジア甲子園大会は、日本の甲子園文化を伝えるべく、エキシビジョンマッチに有志で参加する元甲子園球児、吹奏楽、チアリーダー約70名が本場さながらの応援を再現。大会後に行われたアフターパーティでは、ドラゴン桜の著者・三田紀房氏、工藤公康氏、雪印メグミルクの佐藤雅俊社長など、スポーツ・エンタメ・健康をテーマに各有識者が登壇。日本からの応援メッセージには、坂本勇人選手、山川穂高選手、藤浪晋太郎選手、森友哉選手、野村祐輔選手、島内宏明選手、阿部寿樹選手などといった現役選手からもコメントをもらうなど、柴田の行動力と人脈の広さを窺い知るイベントとなった。
大会に繋がる取り組みとして、東南アジア各国で野球振興活動や交流イベントも企画・主催している。プロジェクトに賛同した著名な元プロ野球選手が、柴田と共に東南アジアを訪問。インドネシアには工藤公康氏、フィリピン・スラム街支援にはアレックス・ラミレス氏に続き、小笠原道大氏。タイ、マレーシア、ベトナムには西岡剛氏が、地域の子どもたちとの交流を図っている。
アジア甲子園プロジェクトは、単なるスポーツイベントに留まらず、日本とアジア諸国をつなぐ文化・教育・経済の懸け橋としても注目されており、今後も大会の拡大を目指している。

## 選手としての特徴
左腕でスリークォーター気味のフォームから最速145キロの直球を投げ込む。スライダーとストレートのコンビネーションが持ち味。なお、打撃技術も非凡でシュアなバッティングを魅せる。

## 詳細情報

### 年度別投手成績
- 一軍公式戦出場なし

### 背番号
- 019 （2012年 - 2014年）

## 関連番組
- 24時間テレビ「背番号10のエース～難病と闘う球児、夢への密着900日～」（2007年8月、中京テレビ制作）
- ドラフト緊急生特番!お母さんありがとう（2011年10月、TBS制作）
- NEWS ZERO「難病と闘いながら…巨人 柴田章吾の挑戦」（2012年1月21日、日本テレビ制作）
- ファイト！～難病と闘うプロ野球選手～（2013年4月19日、中京テレビ制作）
- NNNドキュメント'13「遥かなるマウンド 巨人軍 背番号019」（2013年8月、中京テレビ制作）
- ズームイン!!サタデープロ野球熱血情報　～グアムキャンプ前取材～（2014年1月11日、日本テレビ制作）
- ズームイン!!サタデープロ野球熱血情報　～第一回ズ～ムサタ的英語王決定戦 in グアム～（2014年1月30日、日本テレビ制作）
- BS日テレ特別番組 心の絆！旅立ちスペシャル～エール！輝く君の明日のために～（2015年3月28日、BS日テレ制作）
- news every.明日へのキボウ～難病と闘った野球人生、苦悩と決断～（2015年7月、日本テレビ制作）
- 衝撃のアノ人に会ってみた　甲子園！奇跡の実話（2019年8月14日、日本テレビ制作）
- 衝撃のアノ人に会ってみた～傑作選～（2019年9月16日、日本テレビ制作）
- 生きるを伝える（2019年12月7日、テレビ東京制作）
- 亀梨和也のヒーローになった日（2020年4月11日、日本テレビ制作）